# (4235) Татищев
(4235) Татищев (лат. Tatishchev) — типичный астероид главного пояса, открыт 27 сентября 1978 года советским астрономом Людмилой Черных в Крымской астрофизической обсерватории и 27 июня 1991 года назван в честь российского учёного и государственного деятеля Василия Татищева.

## Обнаружение и именование
(4235) Татищев
Открыт 27 сентября 1978 года в Научном Л. И. Черных.
Назван в память о Василии Никитиче Татищеве (1686—1750), выдающемся русском учёном и государственном деятеле, соратнике Петра I. Первый русский историограф, он известен также своими работами в области географии, картографии, философии и экономики.
Оригинальный текст (англ.)4235 Tatishchev
Discovered 1978-09-27 by Chernykh, L. I. at Nauchnyj.
Named in memory of Vasilij Nikitick Tatishchev (1686—1750), an outstanding Russian scientist and statesman, fellow companion of Peter I. The first Russian historiographer, he is known also for his works in geography, cartography, philosophy and economics.
Источники: DISCOVERY.DB; M.P.C. 18457.

## Орбита

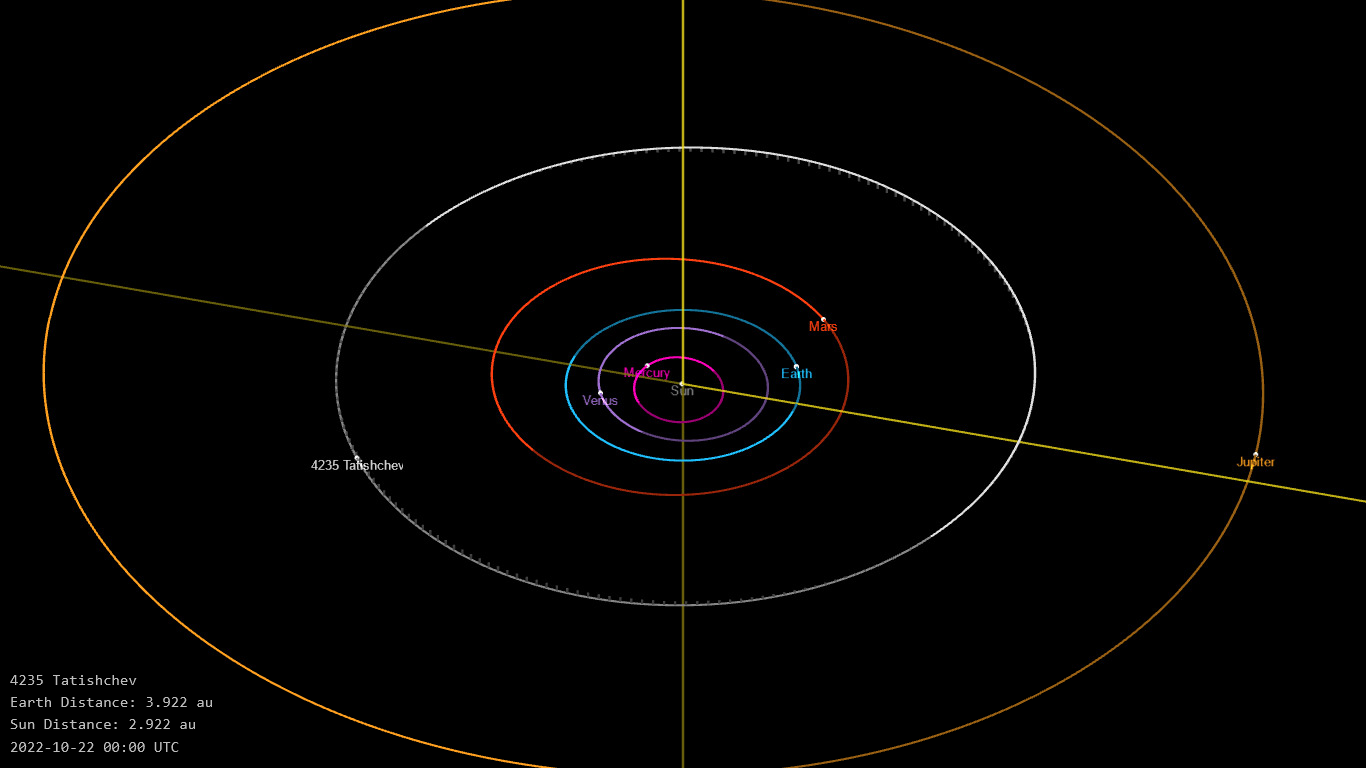
Орбита астероида Татищев и его положение в Солнечной системе

## Физические характеристики
Астероид относится к таксономическому классу C.
По результатам наблюдений в видимом и ближнем инфракрасном диапазоне космического телескопа NEOWISE диаметр астероида оценивается равным 10,478±0,165 км. Согласно тем же источникам альбедо оценивается как 0,2550±0,0631 и 0,255±0,063.